# Евразийский волк
Евразийский волк, или европейский волк (лат. Canis lupus lupus) — подвид волка серого (Canis lupus). Первоначально распространился по большей части Евразии, с ограничением на юге Гималаями, Гиндукушем, Копетдагом, Кавказом, Чёрным морем и Альпами, и ограничением на севере между 60° и 70° северной широты, это заставило отступить популяцию волка назад из большей части Западной Европы и восточного Китая, которая продолжила существовать преимущественно в Центральной Азии.
В настоящее время евразийский волк имеет наибольшее распространение среди всех подвидов волка и обитает в основном в Европе и Азии, простираясь через Западную Европу, Скандинавию, Россию, Китай, Монголию, Азербайджан и Гималайские горы.

## Особенности и адаптация
У евразийских волков шерсть обычно более короткая и густая, чем у их североамериканских аналогов. Их размер варьируется в зависимости от региона обитания, взрослые особи достигают 76 см и весят 70—73 кг и женские особи обычно на 20 % меньше, чем мужские. Самый тяжёлый европейский волк убит в Румынии и весил 72 кг.
Окраска у волков в центральной Европе ярче, чем у них же в Северной Европе. У восточноевропейских волков тенденция к более малому размеру и большему весу, чем у волков на севере России.

## Повадки

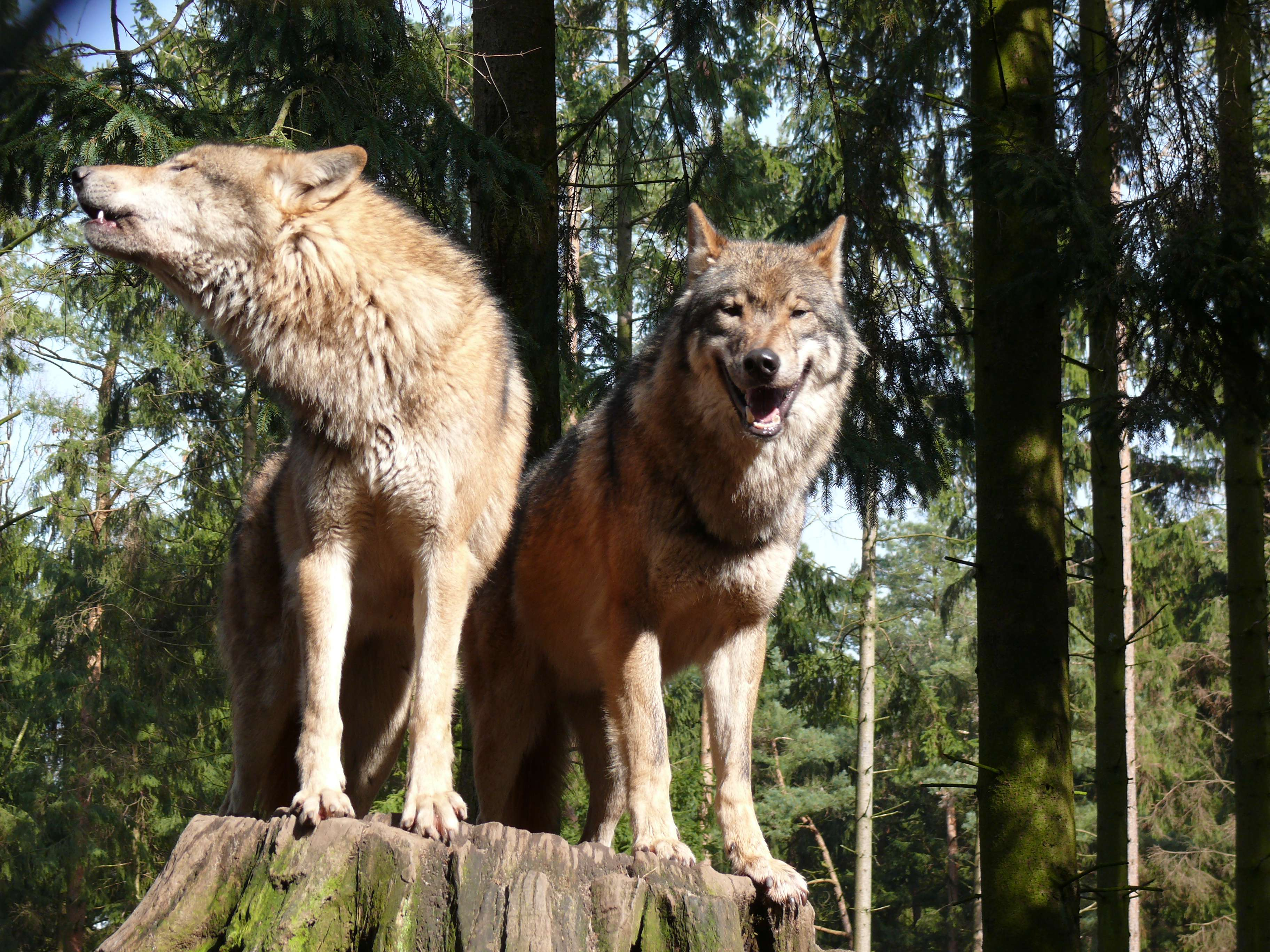
Пара европейских волков

Евразийские волки очень социальные животные и несмотря на снижение занимаемой ими территории, они образуют стаи, хотя и меньшие, чем в Северной Америке. Социальное поведение, похоже, изменяется от региона к региону, примером могут служить волки, живущие в Карпатах, стремящиеся охотиться в одиночку. Мужские и женские особи спариваются между январём и мартом. В помёте обычно бывает шесть волчат, рождаемых спустя семь недель в логове, вырытом среди кустарников или скал. Самец приносит пищу в логово или просто притаскивая, или заглатывая целиком, а затем изрыгивая её обратно, чтобы накормить других. Пока волчата подрастают, мать и другие члены стаи помогают им кормиться.
Теодор Рузвельт полагал, что евразийский волк более сильный и свирепый, чем североамериканский великоравнинный волк (Canis lupus nubilus), хотя и сопоставим по силе с волком скалистых гор (Canis lupus irremotus).

## Питание
Рацион европейских волков сильно различается в зависимости от местности их обитания. Обычно они охотятся на копытных животных средних размеров, подобных муфлону, серне, сайгаку, дикому кабану, благородному оленю, европейской косуле, домашнему скоту. Волки будут есть и более мелкую добычу, подобную лягушкам и зайцам. В Европе самая крупная их добыча — это зубр, а в Азии — як.
Из-за возрастающей нехватки природной добычи иногда волки вынуждены отбрасывать привычную охоту стаей и рыться в пищевых отходах вокруг деревень и фермерских хозяйств. Многие сельские поселения имеют открытые свалки, куда свозятся отходы местных скотобоен. Волки кормятся там вместе с дикими или бродячими собаками.

## Систематика
При сравнительном изучении митохондриальной ДНК различных подвидов волков, возникла теория, что европейская линия волков первоначально появилась более 150 000 лет назад, — это примерно тот же возраст, что и у североамериканских волков, но значительно моложе, чем азиатские подвиды.
Полагают, что североамериканские домашние собаки первоначально произошли от евразийских волков. Первые люди, колонизировавшие Северную Америку от 12 000 до 14 000 лет назад, привели с собой из Азии собак и, вероятно, те одичали и смешались с волками, обнаруженными в Новом Свете.

## История
В Англии разные нормандские короли (царствовавшие с 1066 до 1152 гг. н. э.) держали на службе слуг в качестве охотников на волков, и многие зависимые земли исполняли эту повинность. Король Эдуард I, правивший с 1272 до 1307 года, приказал полностью истребить всех волков и лично нанял некоего Питера Корбета, дав ему инструкции по уничтожению всех волков в графствах Глостершир, Херефордшир, Вустершир, Шропшир и Стаффордшир, областях возле Валлийской марки, где волков обычно было больше, чем в южных районах Англии. Волки стали вымирать во время правления Генриха VII (1485—1509). Также известно, что волки выжили в Шотландии до XVIII-го века. Во время правления Якова I волков считали большой угрозой для путешественников, из-за чего вдоль дорог построили специальные убежища для защиты путников. Последний волк в Шотландии был убит предположительно в 1743 г. пожилым мужчиной по имени МакКвин в деревне Findhorn Valley графства Морэй.
В Германии последний волк был убит в 1904 году.
В Российской империи в 1890 году был издан документ, в котором говорилось, что в 1871 г. волками было убито 160 человек В начале XX века в России заново сформированное советское правительство хорошо поработало, чтобы истребить волков и других хищников в рамках программы освоения земель. Чиновники правительства проинструктировали Красную Армию для уничтожения всех встречающихся хищников; проект был выполнен довольно эффективно. Во время Великой Отечественной войны, когда советское правительство сконцентрировало внимание на предотвращении нацистского вторжения, популяция волков получила отсрочку и фактически возросла, хотя после поражения Германии истребление волков возобновилось. Волки выжили главным образом из-за обширной территории, не заселённой людьми. Первые фактические советские исследования волков ограничивались поиском новых способов их уничтожения. С 1970-х до 1990-х гг. стало изменяться отношение к волку, выразившееся в его защите.
Во время Первой мировой войны изголодавшиеся волки собирались в больших количествах в Каунасе и нападали на российские и немецкие войска, заставляя две противоборствующие армии заключать перемирие для отражения атак животных.
В частях Румынии во время правления Николае Чаушеску лесникам платилось вознаграждение в четверть месячной платы за убийство волчат, а за взрослых волков, убитых любым способом, платилась половина месячной зарплаты.
В Казахской ССР около 1000 профессиональных охотников ежегодно отстреливали тысячи волков для получения правительственного вознаграждения. В 1988, непосредственно перед разрушением советской экономики, охотники убили 16 000 волков.

## В настоящее время
В 2001 г. в Норвегии норвежский парламент вынес решение о снижении популяции волков на том основании, что их численность слишком высокая и они ответственны за убийство более 600 овец в 2000 г. Норвежские власти, которые первоначально собирались отстрелить 20 волков, уменьшили это число из-за протестов общественности. В 2005 г. норвежское правительство предложило другой отбор с целью уничтожения 25 % от всей численности волков Норвегии. В том же году исследование широко распространившегося скандинавского волка, включавшее изучение 120 особей, вызвало серьёзную озабоченность о генетическом здоровье популяции.
Волки постоянно пересекают границу из России в Финляндию. Хотя они находятся под защитой закона ЕС, Финляндия выдавала охотничьи пропуска, основываясь на проводимой в прошлом профилактике; результатом этого стало издание в 2005 году Еврокомиссией нормативного акта. В июне 2007 г. Европейский Суд постановил, что Финляндия нарушила Директиву об окружающей среде, но обе стороны терпели неудачу по крайней мере в одном из своих требований. Численность волков в Финляндии достигает примерно 250.
У Румынии нет прямого контроля для предотвращения убийств домашнего скота, тем не менее, если число жалоб о потерях становится слишком большим, обладатель охотничьих разрешений в области может применять их для отстрела высокой численности волков во время зимнего охотничьего сезона. Охота на плотоядных животных до некоторой степени проводится и установкой капканов, ловушек и ядами. CLCP (Carpathian Large Carnivore Project — Проект больших плотоядных животных Карпат) инициировал использование электрических заборов в качестве дополнительного инструмента для ночной защиты домашнего скота. Первые испытания были довольно обнадёживающими без потерь среди домашнего скота.
В Словакии закон 1994 года о защите природы и ландшафта давал волкам полную защиту, хотя там есть ежегодный двухмесячный сезон открытой охоты между 1 ноября и 15 января.
В Болгарии волк считается вредителем, и за убитых волков даётся премия, равная двум средним недельным зарплатам. Целью проекта под руководством Балканского центра дикой природы является устранение конфликта между фермерами и волками путём поставки сторожевых псов, а также информирования местного населения о крупных плотоядных и их роли в природе.
Согласно оценкам экспертов из факультета ветеринарной медицины в Загребе, в Хорватии имеется от 130 до 170 волков и их популяция на данный момент стабильна. Отношение к волкам изменяется в их пользу, и теперь животные защищены хорватскими законами. Кроме того, были случаи, когда жители деревень сообщали биологам о раненных волках вместо того, чтобы их убить.
Хотя на Украине популяции волков возросли, волки там остаются незащищёнными, и охота на них для имеющих разрешение не запрещается круглый год.
В России поддерживаемые правительством истребления волков в значительной степени прекратились после распада Советского Союза. В результате их численность в какой-то мере стабилизировалась, хотя на них всё равно легально охотятся. По примерным подсчётам, почти 15 000 российских волков убиваются каждый год из-за торговли мехами и из-за конфликтных отношений с людьми и преследований. Изучение волков было большей частью прекращено из-за недостатка финансирования.
Считается, что наибольшая популяция волков, по сравнению с другими народами[что?], находится в Казахстане. Она составляет 90 000. Для сравнения это в 1,5 раза больше, чем в Канаде, где их 60 000. После распада Советского Союза охота на волков стала менее выгодной. Примерно 2 000 убиваются ежегодно за премию в $40, и численность животных резко возросла. В то же время браконьеры уменьшили численность добычи казахстанских волков, например сайгака, от 1,5 миллиона до 150 000, продавая рога китайцам, которые используют их в своей традиционной медицине. Большая численность сайгаков способствовала большой численности волков в Казахстане. Теперь, после истребления сайгаков, волки вторгаются в поселения людей в зимний период и нападают на домашний скот. Весной они возвращаются в отдалённые, немного лесистые холмы Амангелды, где размножаются и питаются мелкими млекопитающими.
Китайцы, видимо, считают волков «катастрофой» и заявляют, что они живут лишь на 20% своего бывшего места обитания в северных регионах страны. В 2006 году китайское правительство начало планы по продаже иностранцам с аукциона лицензий на охоту на диких животных, включая вымирающие виды, таких как волки. Лицензия на охоту на волков, по-видимому, может быть приобретена за $200.
Британское правительство в 1980-х и 1990-х гг. подписало конвенции, по которым согласилось рассмотреть отпущение волков на волю и способствовать общественной осведомлённости о них. Будучи участником европейских соглашений, британское правительство обязано изучить желательность возвращения вымерших видов и рассмотреть реинтродукцию волков. Хотя есть знаки, что волки снова заселяют области в Западной Европе, они не могут вернуться в свои прежние места обитания в Британии без активной помощи людей. Шотландское высокогорье — одна из немногих крупных областей в Западной Европе с сравнительно крошечной численностью населения, что обеспечивает спокойную жизнь волков, чему обычно препятствует человеческая деятельность.
Популярный аргумент в пользу отпущения волков в прежние места обитания — это то, что популяции благородных оленей в Шотландском высокогорье слишком велики, и возвращение волков помогло бы контролировать их численность, таким образом дав передышку местной флоре. Среди других аргументов называется появление дохода и создание рабочих мест в высокогорье благодаря волчьему экотуризму, который мог бы заменить приходящее в упадок и неэкономное горное овцеводство.

## Скрещивание с собаками

### Дикие помеси
Некоторое беспокойство вызывает то, что европейские популяции волков зачастую скрещиваются с дикими собаками. Учёные изучили и проанализировали отчёты о митохондриальных и унаследованных от двух родителей генетических маркерах у собак и у диких популяций волкоподобных собачьих видов. Хотя помесь волков и собак наблюдалась в дикой среде, существенного слияния генов собаки и популяции дикого волка ещё не произошло. Научные исследования привели к предположению, что скрещивание не особо важно для сохранения даже небольших популяций волков, живущих в непосредственной близости от человеческих поселений. Степень физических и поведенческих различий между собаками и волками может быть достаточно большой для гарантии того, что спаривание маловероятно и смешанное потомство редко выживает, чтобы затем продолжать размножаться в дикой природе. Попыткам повторного ввоза волков в Германию воспрепятствовали, когда среди их потомства были обнаружены гибриды собак.

### Чехословацкий волчак
В 1955 г. был проведён эксперимент в Чехословакии, в ходе которого спаривали немецкую овчарку с евразийским волком. Десятилетие спустя полученное потомство выборочно разводили для улучшения качеств собаки и комбинирования их с полезными характерными чертами волка. Результатом этого стало создание так называемого чехословацкого волкодава. Волчак более верный, но отличается бо́льшим упрямством и намного общительнее, выражая свои эмоции другими способами, кроме лая. Наследственность волка также дала ему бо́льшую продолжительность жизни по сравнению с другими собаками, позволяя жить около 12-16 лет. В 1982 г. волчак был признан официальной национальной породой Чехословакии и в 1999 году она стала государственным стандартом.

### Волчья собака Сарлоса
В 30-х годах XX века селекционер из Роттердама Л. Сарлос скрестил немецкую овчарку с русским волком, чтобы повысить выносливость немецкой овчарки и вывести служебную породу волчья собака Сарлоса, превосходящую немецкую овчарку по рабочим качествам. В 1975 г. порода волчья собака Сарлоса была признана в Нидерландах, а в 1981 г. Волчью собаку Сарлоса официально признала FCI. За пределами Нидерландов этих собак очень мало.

## Фольклор

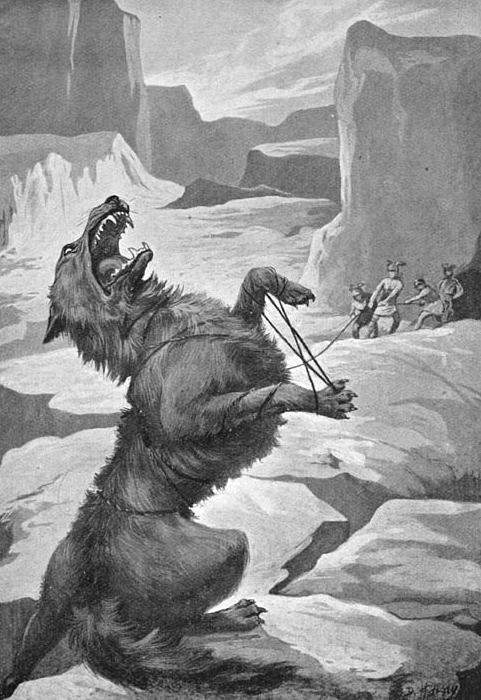
Фенрир, гигантский волк, связанный богами

В скандинавской мифологии Фенрир — это гигантский волк, сын Локи и великанши Ангрбоды. Фенрира связали боги, но в итоге он вырос из своих пут и уничтожил Одина во время преследования в Рагнарёке. По легенде, в то время Фенрир становится таким большим, что когда он зевает, его верхняя челюсть касается неба, а нижняя земли. Он был сражён сыном Одина, Видаром, который нанёс ему удар в сердце и разорвал пасть для отмщения.
По валлийской легенде о псе Гелерте, Лливелин Великий, принц Гвинеда, вернувшись с охоты нашёл опрокинутую детскую колыбель, ребёнок пропал без вести, а собака, благородных кровей, была с окровавленной пастью. Вообразив, что это она напала на ребёнка, принц вытаскивает свой меч и убивает собаку, слыша её предсмертный визг. Затем он слышит плач ребёнка и находит его под опрокинутой колыбелью рядом с мёртвым волком, который напал на младенца и был убит Гелертом. Лливелин, в ушах которого всё ещё стоит предсмертный визг собаки, сильно раскаивается и хоронит пса с большими почестями.

## Другие источники
Волк является общим тотемом для монгольских, тюркских и ряда других народов. В традиционной иранской символике крылатый волк был символом «варварского» Турана в противоположность крылатому псу, символу цивилизованного Ирана.
Значительные апелляции к образу волка-первопредка делаются во многих произведениях литературы.
В частично автобиографическом романе «Тотем волка» Цзян Жуна кочевые монголы рассказывают, что из наблюдений за волками почерпнули тактику сражений, которая помогла им создать огромную империю, а также понимание важности баланса экосистемы на равнинах.